# Тіні великого міста (фільм, 1913)
«Тіні великого міста» (англ. Shadows of a Great City) — англійський кримінальний фільм режисера Френка Вілсона 1913 року.

## У ролях
- Алек Вустер — Том Купер
- Кріссі Вайт — Неллі Стендіш
- Гаррі Ройстон — Джим Мелоун
- Вільям Фелтон — Абе Натан
- Гаррі Джилбі — Джордж Бентон
- Джон Мак-Ендрюс — інспектор Аркрайт
- Рубі Беласко — Бідді Мелоун